# Akabeko
Akabeko (赤べこ?, mucca rossa) è una mucca ("beko" significa "mucca" nel dialetto del Tohoku) del folclore giapponese, talvolta considerata uno yōkai, originaria della regione di Aizu, che ha ispirato un giocattolo tradizionale. Secondo la leggenda, la mucca Akabeko era presente alla costruzione del tempio Enzō-ji di Yanaizu nel IX secolo, diventandone un elemento fisso, alcune storie narrano che l'animale sia stato trasformato in pietra.

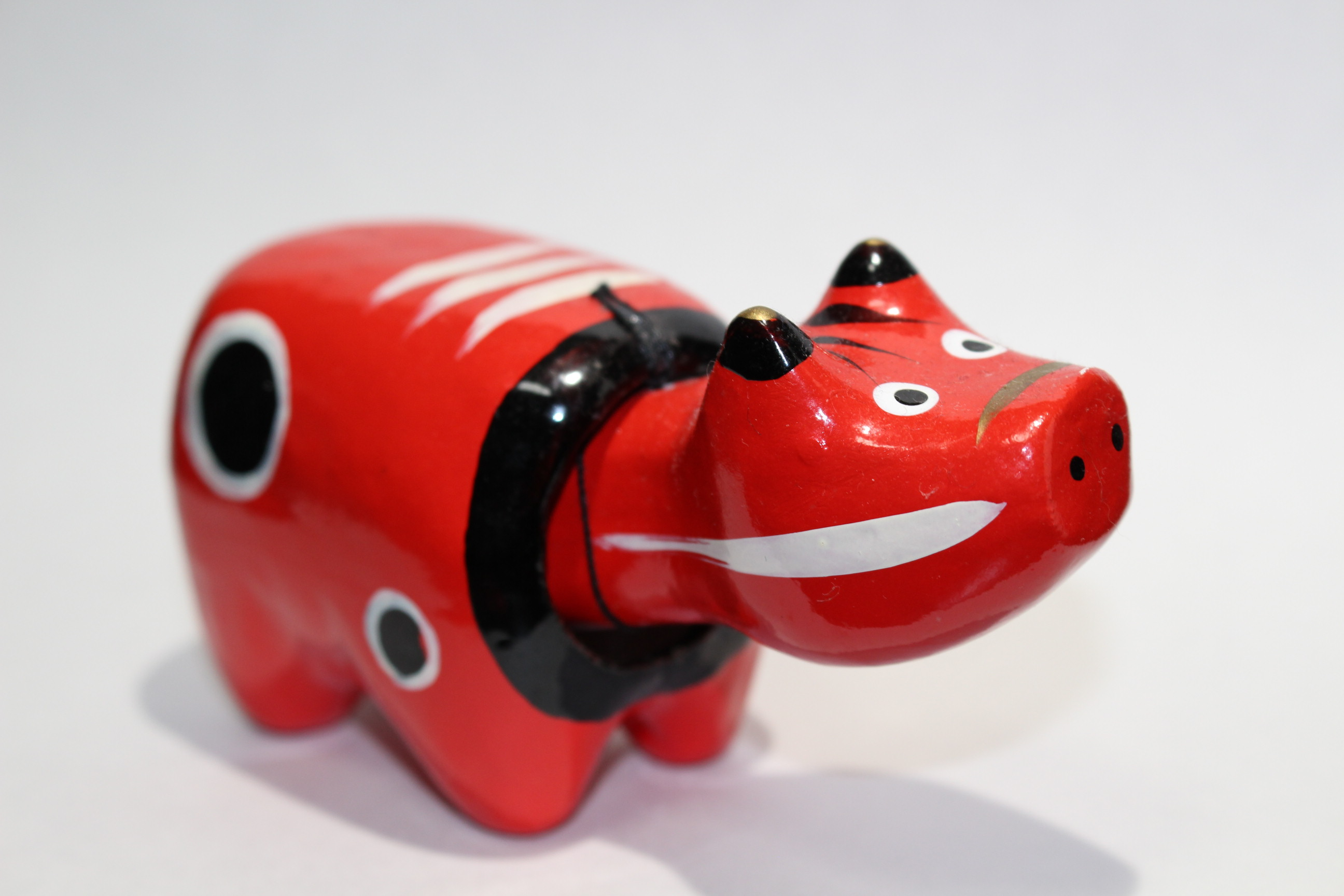
Un giocattolo Akabeko

Il giocattolo è costituito da due pezzi di cartapesta modellati e dipinti di rosso in modo da assomigliare a una mucca rossa. Una parte è costituita dalla testa e dal collo, l'altra dal corpo. La testa e il collo si inseriscono all'interno del corpo e sono fissati tramite un filo dal quale pendono, consentendo loro di oscillare. Quando si muove il giocattolo, la testa si muove oscillando su e giù e da un lato all'altro.
I primi giocattoli Akabeko furono creati intorno al XVI e all'inizio del XVII secolo. Col passare del tempo, gli abitanti iniziarono a credere che i giocattoli potessero tenere lontani il vaiolo e altre malattie. L'Akabeko è diventato uno dei prodotti artigianali più famosi della prefettura di Fukushima e un simbolo della regione di Aizu. È stato anche riconosciuto come simbolo della più ampia regione di Tōhoku, di cui la prefettura di Fukushima fa parte.

## Origine della leggenda

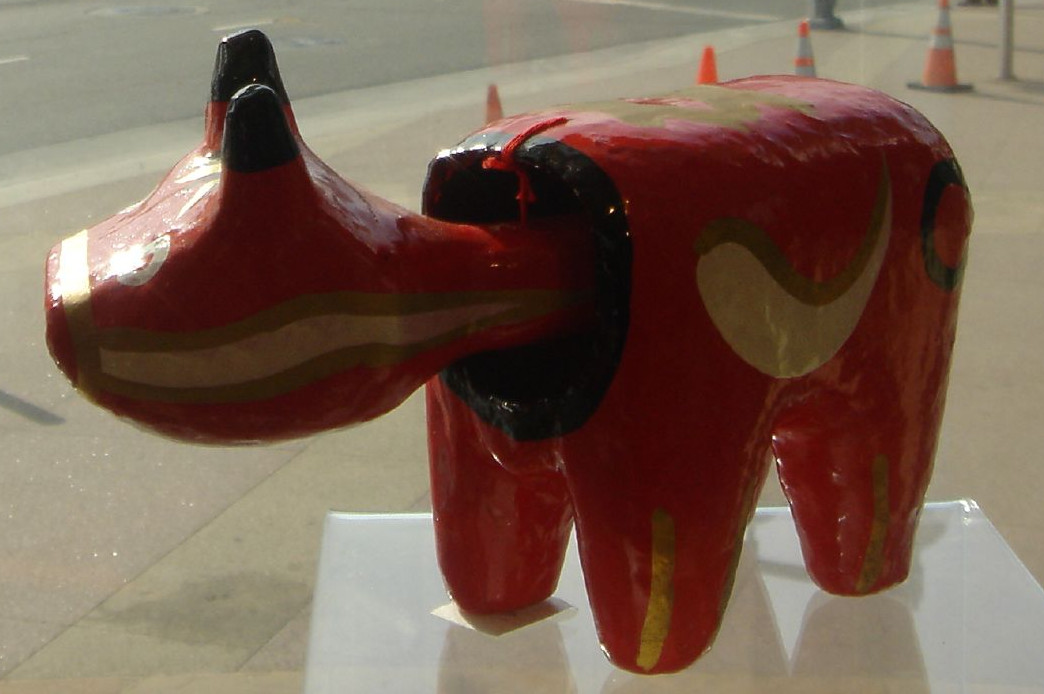
Akabeko al Museo nazionale giapponese-americano di Los Angeles

Nel 1611 la città di Yanaizu, nella prefettura di Fukushima, fu colpita da un terremoto che distrusse diverse case ed edifici, così come il tempio buddista Enzō-ji. Dopo il disastro c'erano difficoltà a trasportare i materiali per la ricostruzione in cima a una scogliera utilizzando bovini dal pelo nero. Una mandria di mucche rosse arrivò in città e aiutò gli abitanti a trasportare la legna per riparare i danni. Così nel 1617 venne nuovamente eretto un tempio sul luogo dove ora sorge Enzo-ji. Una volta completato il tempio, l'akabeko donò il suo spirito a un Buddha e la sua carne si trasformò immediatamente in pietra.
Un'altra versione del racconto sostiene che la mucca si rifiutò di lasciare il tempio dopo il completamento della costruzione e ne divenne un elemento permanente. La mucca rossa fu chiamata akabeko e divenne un simbolo di fervente devozione al Buddha.
Dopo che Toyotomi Hideyoshi ebbe consolidato il suo potere sul Giappone, il suo rappresentante, Gamō Ujisato, fu inviato a ricoprire il ruolo di signore della regione di Aizu nel 1590. Nel suo nuovo incarico, Ujisato sentì la storia dell'akabeko e ordinò ai suoi artigiani di corte, che lo avevano accompagnato da Kyoto, di creare un giocattolo basato sulla mucca rossa. Questi primi akabeko in cartapesta introdussero la maggior parte degli elementi di base per cui il giocattolo è noto.
Nello stesso periodo, il Giappone fu colpito da un'epidemia di vaiolo. La gente di Aizu notò che i bambini che possedevano giocattoli akabeko non sembravano contrarre la malattia. Il colore rosso dell'akabeko potrebbe aver accentuato questa associazione, poiché si pensa che gli amuleti rossi proteggano da quella malattia. I giocattoli akabeko divennero molto popolari come amuleti per allontanare le malattie, una superstizione che persiste nei tempi moderni. Da allora, il giocattolo è diventato uno dei pochi mestieri della prefettura di Fukushima ad essere conosciuto in tutto il Giappone e un simbolo dell'area di Aizu.

## Mascotte
Mascotte di Aizu, introdotta intorno al 2004 (Heisei 16). È stata ampiamente adottata, ad esempio negli opuscoli di informazione turistica della regione di Aizu e dipinta sui treni che in passato operavano sulla linea Ban'etsu occidentale (treni “Aizu Liner” e Serie 719), ed è comunemente chiamata “carrozza akabee”.

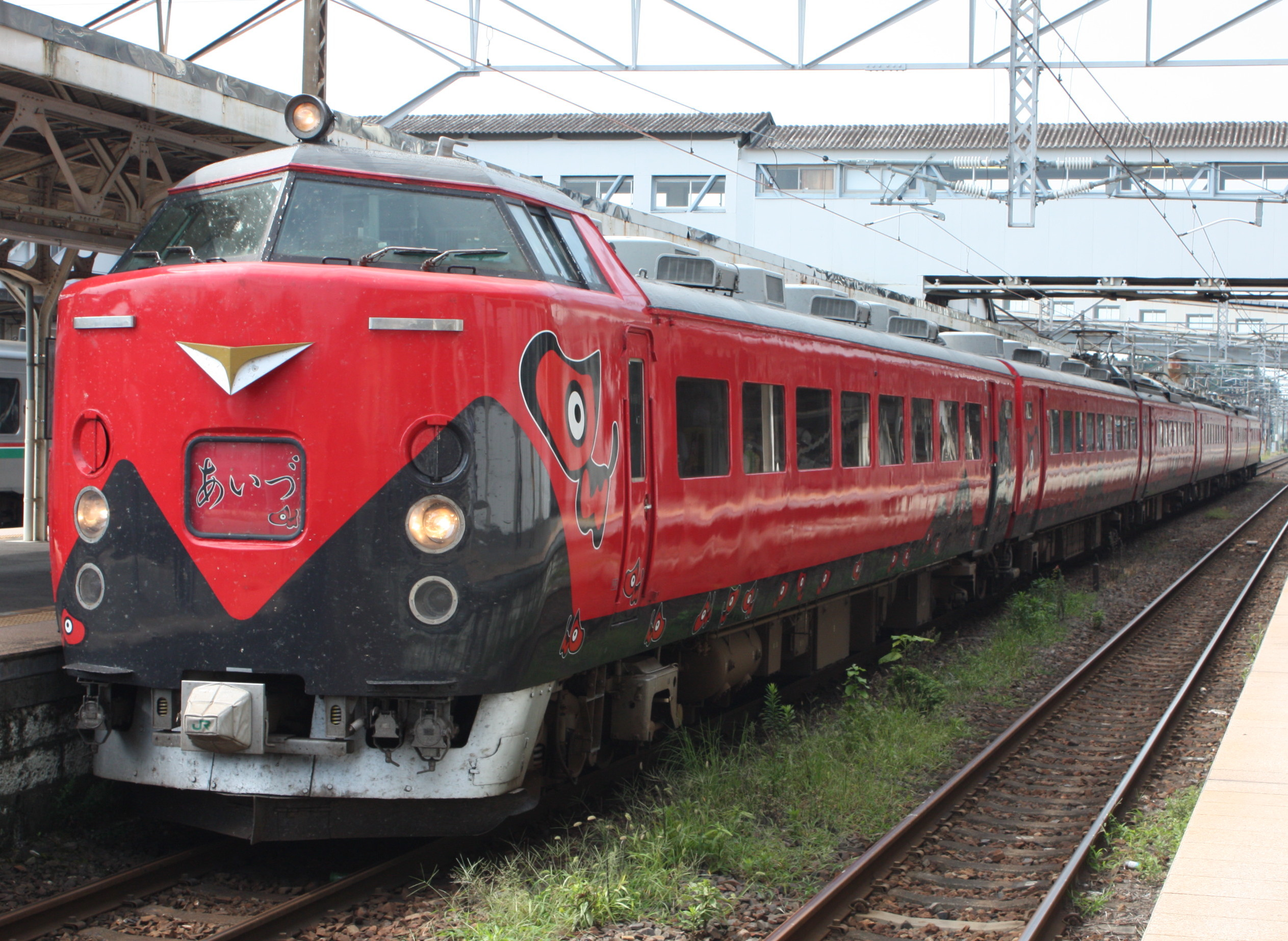
"Akabee" dipinto sul treno speciale per la Ban'etsu occidentale "Aizu Liner"
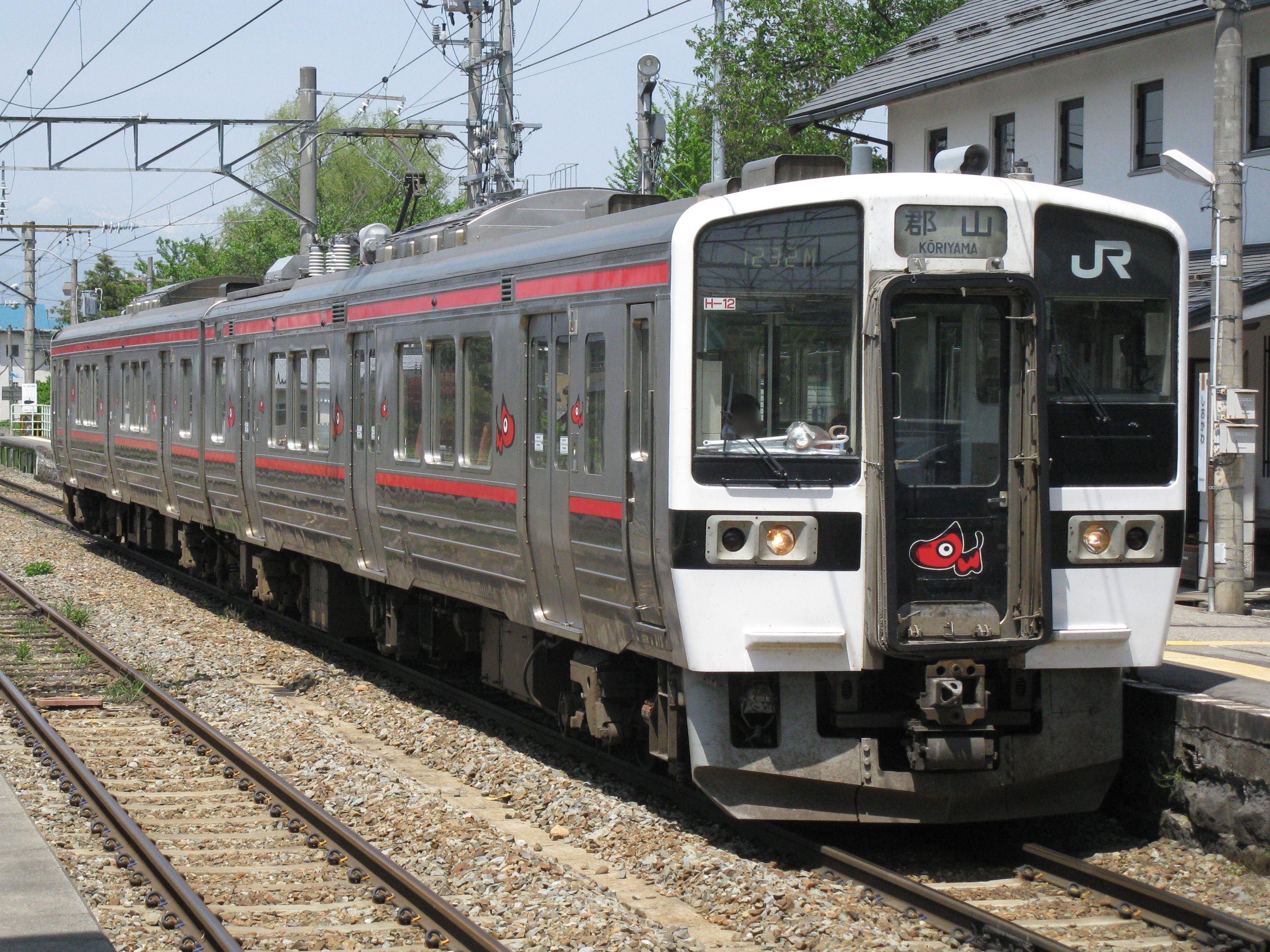
Serie 719
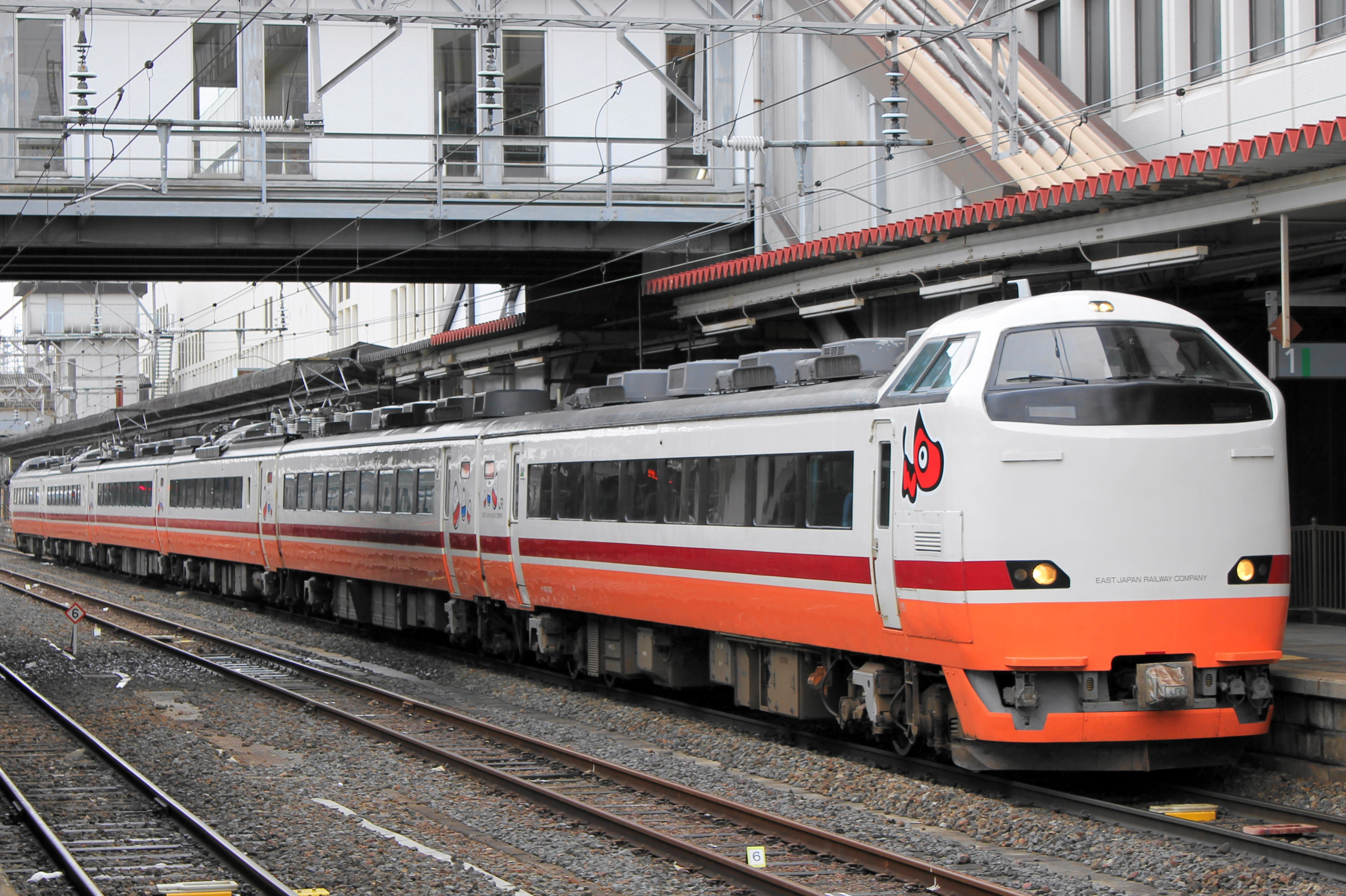
Serie 485